# Raquel Lyra
Raquel Teixeira Lyra Lucena (Recife, 2 de dezembro de 1978) é uma advogada e política brasileira filiada ao Partido Social Democrático (PSD). Desde 1.º de janeiro de 2023, exerce o cargo de governadora do estado de Pernambuco. Representante da terceira via, iniciou sua carreira política alinhada à esquerda, sendo atualmente mais próxima da posição de centro-direita.
Membro de uma família com influência política em Pernambuco, Raquel é formada em Direito pela Universidade Federal de Pernambuco e pós-graduada em Direito Econômico e de Empresas pela Fundação Getúlio Vargas, tendo iniciado sua carreira como advogada do Banco do Nordeste, depois se tornando delegada da Polícia Federal e Procuradora-Geral do estado. Em 2010 foi eleita deputada estadual com a maior votação entre as mulheres e a mais votada em Caruaru. Foi secretária da Criança e da Juventude do estado de 2011 a 2012. Na Assembleia Legislativa de Pernambuco, foi presidente da Comissão de Constituição, Legislação e Justiça, vice-presidente da Comissão de Meio Ambiente, membra titular da Comissão de Negócios Municipais e suplente da Comissão de Ética. Foi reeleita em 2014 com a terceira maior votação do estado.
Raquel foi filiada ao Partido Socialista Brasileiro de 2007 a 2016, ano em que não foi autorizada a concorrer à prefeitura de Caruaru; em resposta, ingressou no Partido da Social Democracia Brasileira. Na eleição municipal, foi para o segundo turno e elegeu-se com 53,15% dos votos válidos, sendo a primeira mulher escolhida para governar a cidade. Em 2020, foi reeleita no primeiro turno com 66,86% dos votos. Em 2022, Raquel concorreu à eleição para o governo de Pernambuco. No segundo turno, adotou uma postura de neutralidade na eleição presidencial, dando um foco maior na política local em seus posicionamentos. Venceu a eleição obtendo 58,70% dos votos válidos, tornando-se na primeira mulher eleita para o cargo.

## Família, educação e carreira
Nascida no Recife em 2 de dezembro de 1978, Raquel Lyra é a caçula de três filhas de Mércia Teixeira Lyra e João Lyra Neto, ex-prefeito de Caruaru e ex-governador de Pernambuco. Em sua família, o avô João Lyra Filho trabalhou no ramo de transportes, sendo proprietário da rodoviária de Caruaru, município do qual também foi prefeito, e seu tio Fernando Lyra foi ministro da justiça. Por meio de seu avô, tem ascendência portuguesa, açoriana e de indígenas umãs. Por ser de uma família ligada à política, Raquel se interessou pela área desde cedo, participando aos nove anos de campanhas eleitorais, como a presidencial em 1989 de Leonel Brizola, cujo vice era seu tio. É viúva do empresário Fernando Lucena, com quem teve os filhos Fernando e João. Seu marido morreu no dia da realização do primeiro turno das eleições de 2022.
Raquel fez Direito na Universidade Federal de Pernambuco. Começou a exercer a advocacia aos 21 anos, foi advogada do Banco de Desenvolvimento Regional e do Banco do Nordeste. Foi delegada da Polícia Federal, atuando no Recife e no Rio de Janeiro, também sendo, em 2003, pós-graduada em Direito Econômico e de Empresas pela Fundação Getúlio Vargas, e depois foi aprovada para a Procuradoria-Geral do estado. Foi chefe da Procuradoria de Apoio Jurídico e Legislativo do governo de Eduardo Campos em Pernambuco. Entre 2021 e 2022, participou de um curso de liderança e gestão pública promovido pela Bloomberg Center for Cities, da Universidade Harvard, sendo a única mulher e única prefeita do Brasil convidada entre quarenta pessoas.

## Início da carreira política

### Deputada estadual

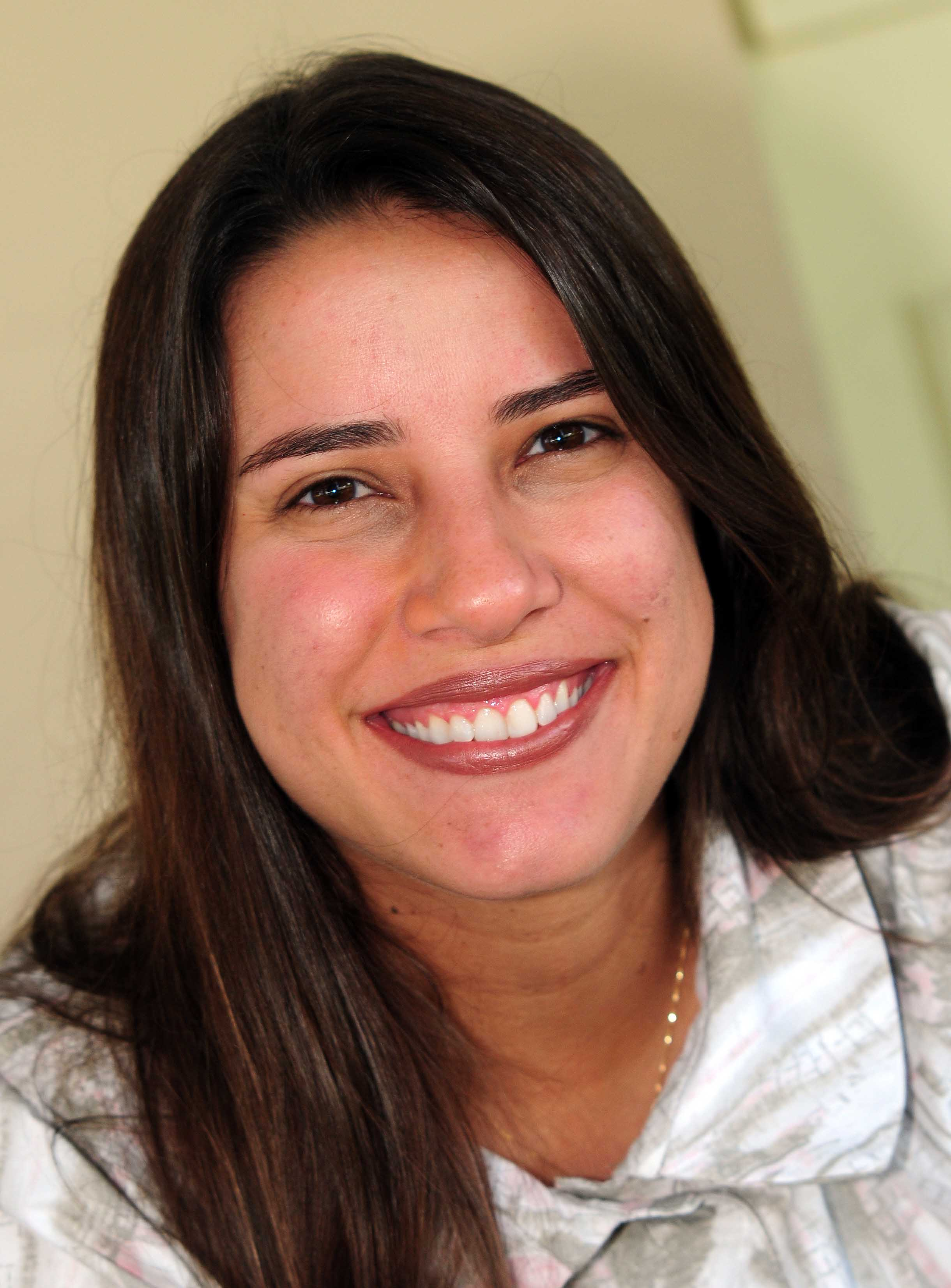
Raquel em 2010

Em 2010, Raquel foi eleita deputada estadual pelo Partido Socialista Brasileiro,  com a maior votação entre as mulheres de Pernambuco e como a mais votada em Caruaru, com 49 610 votos. Em sua campanha prometeu trabalhar para diminuir as desigualdades sociais no estado. Foi reeleita em 2014, com pouco mais de 80 mil votos, a terceira maior votação do pleito. Entre os projetos de lei que apresentou e foram promulgados pela Assembleia Legislativa de Pernambuco, estão o que estabelece a obrigatoriedade de detectores de metais em concursos públicos, o que cria a reserva de 10% das vagas nos contratos de aprendizagem em órgãos públicos estaduais para pessoas com deficiência e o que determina a disponibilização de leitos para estas ou pessoas com mobilidade reduzida em estabelecimentos como hotéis e pousadas.
Em 6 de fevereiro de 2013, Raquel foi eleita a primeira mulher presidente da Comissão de Constituição, Legislação e Justiça da ALEPE, exercendo o cargo nos biênios 2013–2015 e 2015–2017. Nas comissões permanentes, também foi vice-presidente da Comissão de Meio Ambiente, titular da Comissão de Negócios Municipais e suplente da Comissão de Ética; nas especiais, foi membra de uma para elaborar o plano de assistência estudantil de Pernambuco e relatora de uma relacionada com a mobilidade urbana. Integrou também da Frente Parlamentar de Proteção e Defesa da Pessoa Idosa e da Frente Parlamentar da Primeira Infância. Raquel foi uma dos sete deputados estaduais que encerrou o mandato na ALEPE após serem eleitos prefeitos em 2016.

### Secretária da Criança e da Juventude de Pernambuco
Em fevereiro de 2011, Raquel assumiu a Secretaria da Criança e da Juventude de Pernambuco. Durante a sua gestão, criou os projetos Minha Certidão, Casas da Juventude e Esporte Educacional Seguro e Inclusivo. Em 10 de fevereiro de 2012, foi eleita presidente do Fórum Nacional de Secretários e Gestores de Juventude para o biênio 2012–2014, tomando posse em 31 de maio. Deixou a secretaria e retornou ao seu mandato na ALEPE em 18 de dezembro de 2012.

## Candidatura a prefeita de Caruaru em 2016

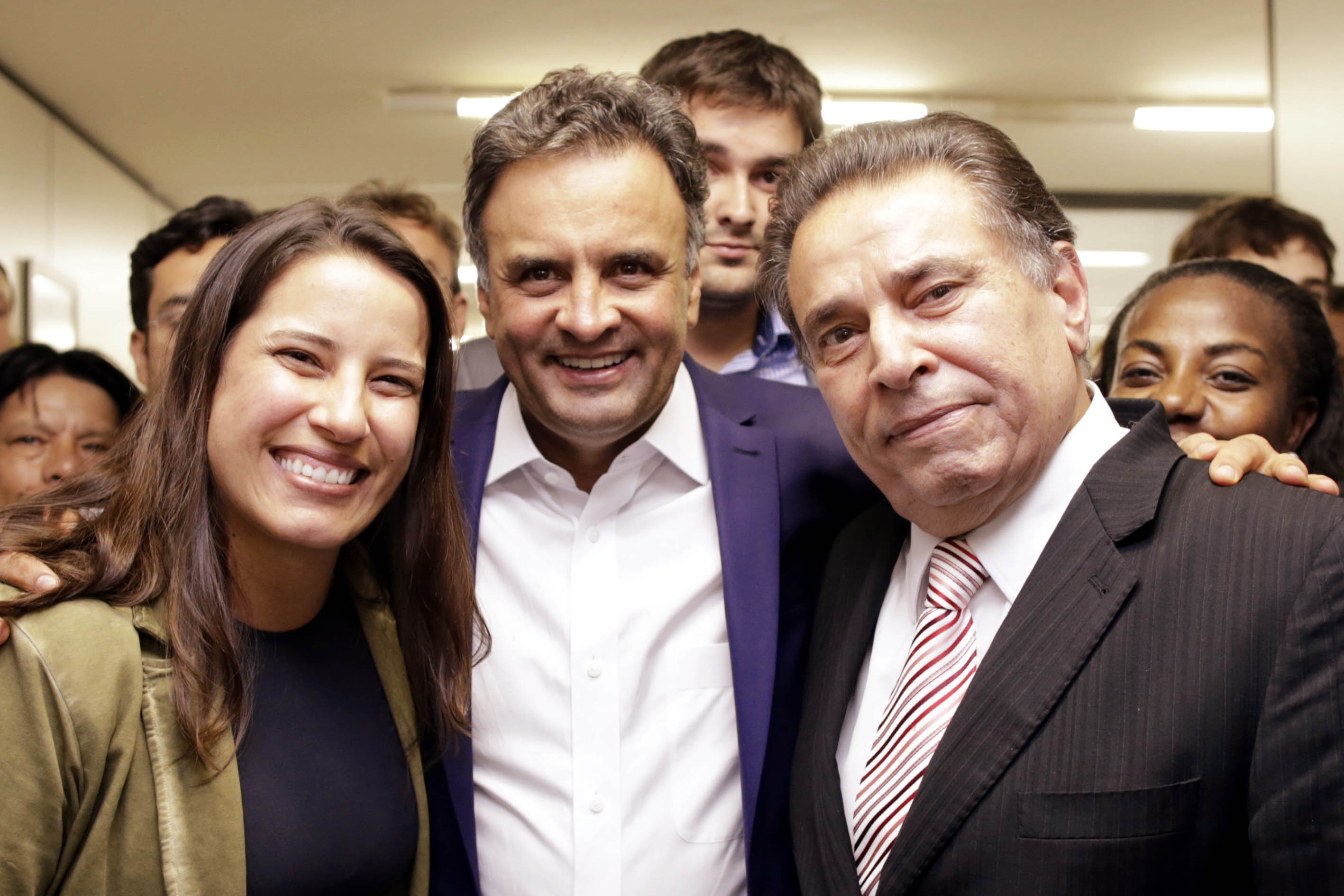
Raquel, Aécio Neves e João Lyra Neto em 2014

Desde agosto de 2015, Raquel revelava a intenção de ser candidata a prefeita de Caruaru. Porém, o PSB era aliado do então prefeito José Queiroz, rompido politicamente com a família Lyra. Apesar de ela ter assumido a presidência do partido em Caruaru em novembro de 2015, o PSB recusou sua candidatura à prefeitura, situação que resultou no saída de sua família do partido. Tanto Raquel como João Lyra Neto afirmaram que foram expulsos, e em discurso na ALEPE ela acusou o PSB de ter feito um acordo com o PDT, partido de José Queiroz, em troca do apoio à releição do prefeito Geraldo Júlio no Recife. Em 17 de março de 2016, Raquel e Lyra Neto filiaram-se ao Partido da Social Democracia Brasileira. Em 5 de agosto, a convenção do partido lançou a candidatura dela em uma chapa com o empresário Rodrigo Pinheiro, também do partido. O principal tema de sua campanha foi a segurança pública, adotado devido aos elevados índices de violência de Caruaru.
Os principais adversários de Raquel no primeiro turno foram o ex-prefeito Tony Gel e o estreante na política Erick Lessa, com quem disputava o segundo lugar nas pesquisas de opinião. Tony venceu o primeiro turno com 63 697 votos (37,1%) e Raquel ficou em segundo com 44 776 (26,08%), passando em uma margem apertada de Lessa, que obteve 41 102 (23,94%); a disputa foi para o segundo turno, o primeiro realizado na cidade. Nesta fase da campanha, houve um acirramento com pouca diferença percentual entre os dois candidatos na maioria das pesquisas. Raquel venceu o segundo turno com 93 803 votos (53,15%), uma pouco mais de 11 mil sobre Tony, tornando-se a primeira mulher eleita prefeita de Caruaru e a única a ter vencido no segundo turno em 2016.

## Prefeita de Caruaru

### Primeiro mandato

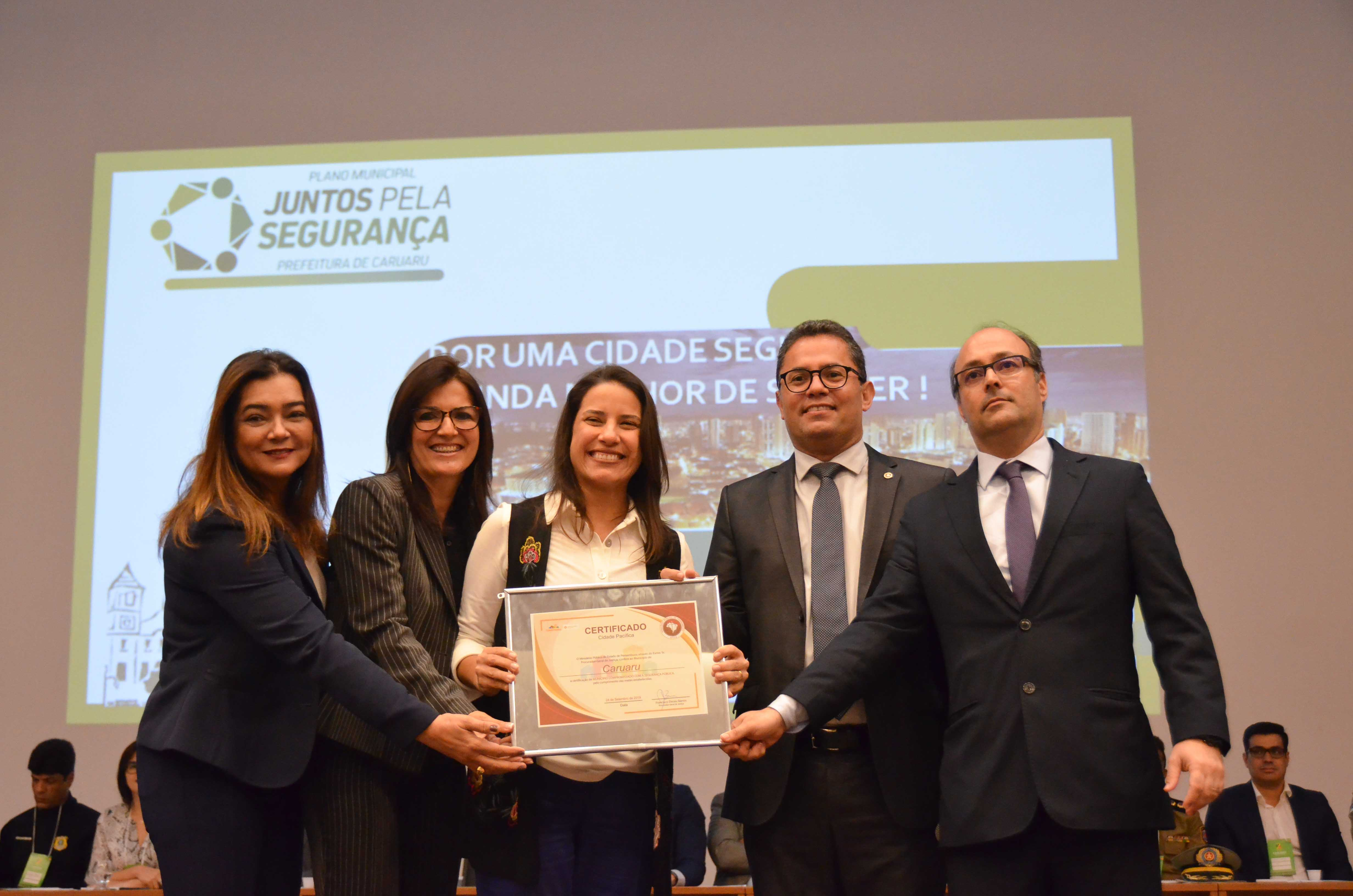
Entrega do certificado Cidade Pacífica de Caruaru pelo Ministério Público de Pernambuco em 2019

Após ser eleita, Raquel anunciou seus secretários de governo em 28 de dezembro, reduzindo de 18 para 13 a quantidade de secretarias municipais. Assumiu o cargo em cerimônia na Prefeitura de Caruaru em 1.º de janeiro de 2017, tornando-se a primeira mulher chefe do executivo municipal; em seu discurso de posse prometeu uma gestão de vanguarda e participativa.
Em 2017, Raquel implementou o programa Juntos pela Segurança, que reduziu o número de homicídios em 50% e o de crimes violentos contra o patrimônio em 70%. Durante sua gestão, Caruaru passou a ficar em 6.º lugar no levantamento do projeto Cidade Pacífica, do Ministério Público de Pernambuco (MPPE), que também deu um certificado e o selo de cidade pacífica para o município. Porém, em 2022, adversários de Raquel deram crédito à melhoria da situação de Caruaru na área da segurança pública para ações do governo estadual e para o trabalho das polícias civil e militar de Pernambuco.
Na infraestrutura, o então Secretário de Infraestrutura Urbana e Obras da cidade Rodrigo Miranda disse em uma entrevista de abril de 2021 que a gestão de Raquel teria entregado mais de 600 obras no município ao longo do primeiro mandato, como o calçamento de ruas e obras no Parque 18 de Maio e o projeto Via Parque, o principal projeto da gestão no setor. Uma das promessas de campanha em 2016, o projeto foi anunciado em agosto de 2018, sendo dividido em três eixos: centro, leste e oeste. A primeira etapa foi inaugurada em novembro do ano seguinte. O Via Parque recebeu dois prêmios nacionais em 2021. Em uma entrevista seis meses após o início de seu mandato, Raquel afirmou que seu governo havia aberto 2 600 vagas nas escolas municipais, 600 destas na educação infantil. Em outubro de 2019, a prefeitura de Caruaru e a United Way Brasil lançaram a campanha Unidos pela Primeira Infância.
Na área da saúde, uma das promessas de campanha de Raquel foi a municipalização do Hospital São Sebastião, fechado desde 2004 devido à problemas de infraestrutura. Em 2017, o governo de Pernambuco alegou que a prefeitura havia perdido o interesse em assumir a gestão, o que foi negado. Em 22 de agosto, o governo do estado decidiu que assumiria a gestão do hospital, reinaugurado pouco mais de um ano depois e que ficou sob a gestão da organização social HCP Gestão, que administra o Hospital do Câncer de Pernambuco. Também prometeu que faria a transferência da Feira da Sulanca, ideia que estava no debate público local desde 2011. Uma lei autorizando a transferência foi aprovada pela Câmara Municipal de Caruaru em 2014 e sancionada pela administração anterior no ano seguinte, porém a mudança não havia sido colocada em prática. Apesar de prometer que a transferência seria feita até o fim do seu primeiro mandato, saiu da prefeitura sem realizá-la.
Em 2020, a gestão de Raquel realizou uma série de medidas para lidar com a pandemia de COVID-19. Em março foi feita uma parceria entre a prefeitura e a Câmara Municipal para que a TV Câmara transmitisse programas educativos aos alunos da rede municipal de ensino. Em maio a gestão planejou um isolamento intensivo para evitar a maior proliferação do vírus utilizando de medidas de restrição de circulação na cidade e colocou no ar a plataforma digital Sulanca Delivery. Houve também o cancelamento do São João, que foi substituído por um evento online. Em junho, criticou o governo de Pernambuco por decretar um lockdown de dez dias em Caruaru, dizendo que via a decisão com "estranhamento", pois a restrição não foi decretada em outras cidades do agreste.

### Campanha à reeleição em 2020
Em 2020, em meio à pandemia de COVID-19, Raquel disputou a reeleição fazendo campanha de forma majoritária nas mídias sociais, principalmente no Instagram, onde levantou como principais bandeiras o empreendedorismo feminino, políticas públicas de prevenção e combate à violência contra a mulher, a valorização da cultura, a inovação e o crescimento.
Como consequência da pandemia, o primeiro turno da eleição foi adiado para 15 de novembro. A candidatura de Raquel foi oficializada em uma convenção partidária transmitida nas mídias sociais em 13 de setembro. A eleição foi marcada, além da pandemia, pela falta de candidatos históricos como José Queiroz e Tony Gel. Nas pesquisas de intenção de voto em que constavam os dois, ela aparecia na liderança, porém sem maioria para vencer a eleição no primeiro turno. Tendo como principal adversário Erick Lessa, que concorreu à prefeitura pela segunda vez, ela apareceu nas pesquisas com vantagem suficiente para ganhar a eleição no primeiro turno. Em 2022, Raquel criticou a ausência de Marília Arraes em debates na eleição estadual, porém, ela própria não participou de debates em 2020. Raquel foi reeleita no primeiro turno com 114 466 votos (66,86%), seguida de Lessa, que teve 32 910 (19,22%).

### Segundo mandato
Um dia após ser reeleita, Raquel afirmou que a primeira medida de seu segundo mandato seria "trabalhar o pós-pandemia". Em 19 de janeiro de 2021, a prefeitura de Caruaru iniciou a campanha de vacinação contra a COVID-19 e no final de maio pediu doses extras de vacina para o governo do estado com o objetivo de conter o avanço do vírus no agreste.
Em 2021, sua gestão recebeu cinco prêmios, dois deles relacionados à Via Parque. Na edição daquele ano do Ranking Connected Smart Cities, Caruaru apareceu pela primeira vez, destacando-se em três indicadores: saúde, governança e tecnologia de informação (TI) e inovação.
Em março de 2022, os professores da rede municipal de ensino deflagraram uma greve devido ao reajuste em 10,16% de seu salário, abaixo do estipulado em lei federal (33,24%), dado apenas a professores que recebessem abaixo do piso salarial. Durante a greve houve um protesto em frente à prefeitura e um panelaço. Ao defender a decisão, Raquel disse que a Lei de Responsabilidade Fiscal a impediria de conceder um reajuste maior, argumento que foi considerado inválido em decisão do Superior Tribunal de Justiça (STJ). Após a decisão do STJ, a prefeitura recuou da proposta inicial e a retirou.
Raquel renunciou ao cargo de prefeita em 31 de março de 2022 para ser candidata ao governo de Pernambuco. Seu último ato como prefeita, naquele mesmo dia, foi a entrega da Maternidade Municipal Santa Dulce dos Pobres (MMC).

## Candidatura à governadora de Pernambuco em 2022
Em junho de 2021, já estava sendo cotada para a disputa ao governo do estado; porém, ao comentar o assunto, disse que achava muito cedo para discutir a questão. Enquanto não anunciava publicamente sua intenção de concorrer ao governo, especulou-se que Lyra poderia concorrer como vice na chapa de Sérgio Moro à presidência. Anunciou publicamente que entraria na disputa em 21 de março de 2022, em um evento da Federação PSDB Cidadania.
Em 30 de julho, a convenção do PSDB oficializou a sua candidatura, com a então deputada estadual Priscila Krause (Cidadania) sendo sua vice. O seu plano de governo abordou 13 eixos estratégicos que abordavam diversas áreas de maneira "interdependente" e de acordo com levantamento do G1, ela realizou 42 promessas de campanha. Uma delas foi a criação de um auxílio emergencial de trezentos reais para pessoas em vulnerabilidade social. Os seus principais adversários foram Marília Arraes (SD), que liderava as pesquisas de opinião, Anderson Ferreira (PL), Danilo Cabral (PSB) e Miguel Coelho (UNIÃO), disputando o segundo lugar com os três últimos de maneira acirrada. Marília Arraes venceu o primeiro turno com 1 175 651 votos (23,97%), Lyra ficou em segundo lugar com 1 009 556 (20,58%) e Anderson Ferreira em terceiro com 890 220 (18,15%). Raquel e Marília disputaram o segundo turno.
Com a morte do marido de Raquel no dia do primeiro turno, afastou-se das atividades políticas devido ao luto e a campanha dela ficou sob o comando de Priscila Krause. Em 5 de outubro, a campanha pediu para a coligação "Pernambuco na Veia" que o início do programa eleitoral gratuito fosse adiado, porém a campanha de Marília Arraes negou, se solidarizando pelo momento vivido pela candidata. Em 13 de outubro, a agenda eleitoral de Lyra foi suspensa porque o filho mais velho dela passou por uma cirurgia de apendicite.
Quanto a disputa nacional do segundo turno, entre Lula (PT) e Bolsonaro (PL), Lyra optou por não declarar seu voto e por uma postura de neutralidade. Decisão que abriu margem para que fosse acusada por Marília e apoiadores de ser bolsonarista. Em resposta às acusações, afirmou que o objetivo de sua candidatura era "unir Pernambuco", usou um discurso de afastamento da disputa local da política nacional, teceu criticas à Bolsonaro e ao bolsonarismo e alegou que Marilia estava "se escorando" em Lula por falta de propostas e realizações. Apesar disso, a sua campanha conseguiu ter apoios dos dois lados: entre os apoiadores de Lula estiveram Túlio Gadêlha (REDE) e a prefeita de Serra Talhada Márcia Conrado (PT) e entre os de Bolsonaro estiveram Júnior Tércio, Clarissa Tércio e Cleiton Collins. Lyra foi eleita governadora de Pernambuco no dia 30 de outubro, após obter 3 113 415 de votos (58,70%) no segundo turno e Marília Arraes obteve 2 190 264 (41,30%). Ela foi a primeira mulher a ser eleita governadora de Pernambuco.

## Governadora de Pernambuco

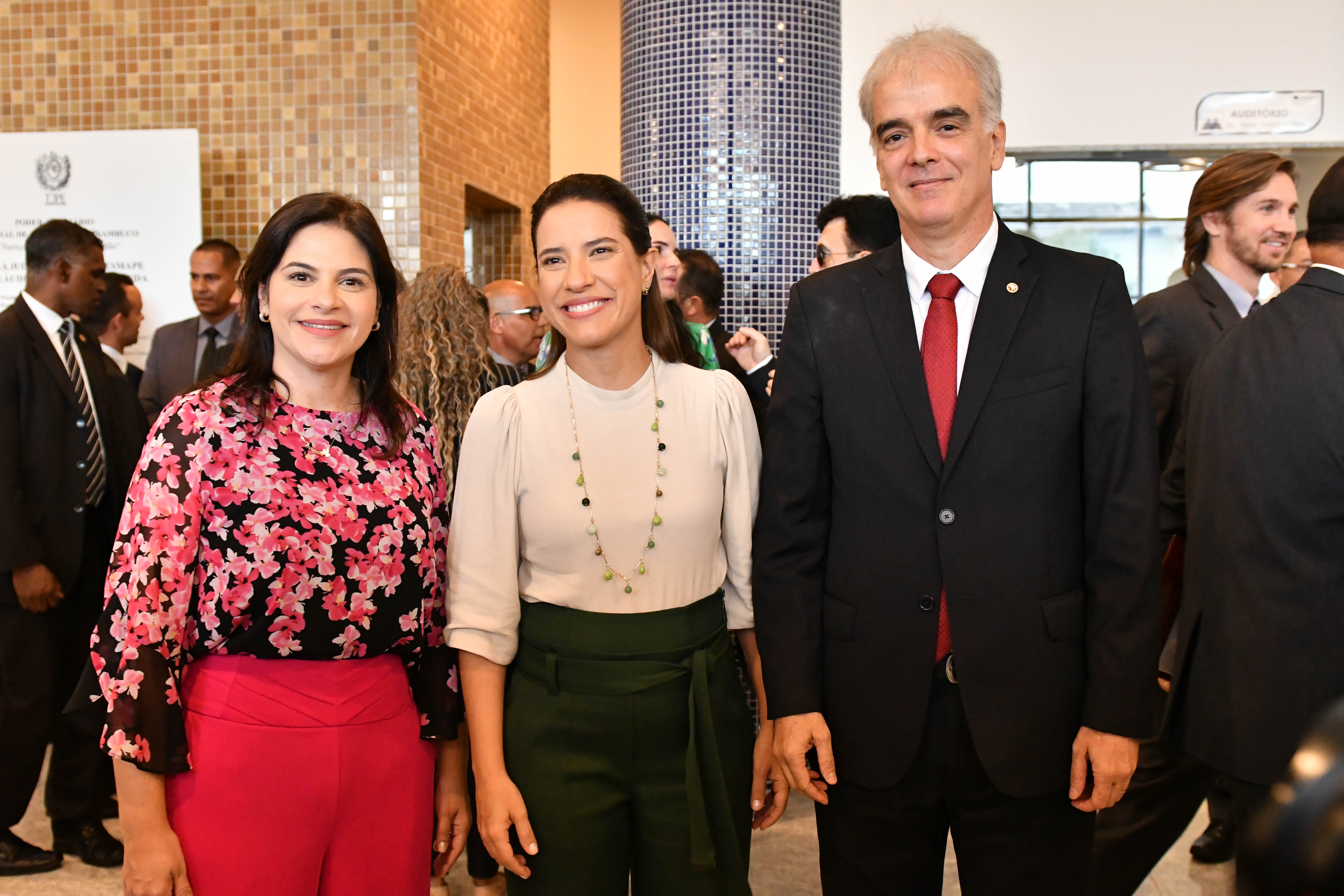
Raquel e Priscila Krause na posse do procurador-geral de Justiça do MPPE Marcos Antônio Matos de Carvalho (à direita). Foto de 11 de janeiro de 2023

A equipe de transição de Raquel começou a atuar no dia seguinte a eleição, a sua coordenadora foi a vice-governadora eleita Priscila Krause. Ao apresentar um balanço dos trabalhos, a equipe de transição anunciou que a situação de Pernambuco estaria "dificílima" e que haveria "urgência em arrumar a casa", o que o governo estadual rebateu afirmando que deu colaboração irrestrita ao grupo e que a Krause não teria descido do palanque. O anuncio dos futuros secretários de governo começou a ser feito no dia 29 de dezembro, faltando poucos dias para a posse, os secretários de governo tiveram a posse marcada para o dia seguinte à da governadora. A sua posse aconteceu em 1º de janeiro de 2023 na sede da ALEPE às 16h30, em seu discurso Lyra falou que a prioridade máxima de seu governo seria o combate a fome.
O seu primeiro ato como governadora foi assinar um decreto que estendeu até 31 de março a situação de emergência em saúde pública devido a Pandemia de COVID-19, medida que dá ao governo estadual acesso facilitado à recursos financeiros. Em 20 de junho, ela decretou novamente emergência de saúde pública no estado, dessa vez devido a um aumento dos casos de síndrome respiratória aguda grave que provocou superlotação em Unidades de Terapia Intensiva (UTI) neonatais e pediátricas. Dois dias depois, circulou nas redes sociais um vídeo mostrando funcionários da secretaria estadual de saúde celebrando uma em festa junina no dia da assinatura do decreto. Cinco dias depois, Raquel comentou a situação afirmando não ter conhecimento da festa e classificando-a como algo "absolutamente inadequado". Na mesma entrevista, ela afirmou que a saúde é o principal problema de Pernambuco e apontou a falta de infraestrutura física e organizacional na área.
Em um decreto assinado no dia seguinte à sua posse, demitiu servidores comissionados do governo e retirou funções gratificadas de servidores efetivos. Além disso, o decreto revogou a concessão de licenças, a cessão de servidores para outros entes (como a prefeitura de Recife, por exemplo) e suspendeu o trabalho remoto até que a modalidade fosse regulamentada no estado. A medida foi considerada polêmica porque resultaria na demissão em massa de 2754 funcionários comissionados. No dia 4 de janeiro, o decreto foi corrigido para que fossem mantidos os gestores de escolas estaduais.
Na área da educação, o governo Raquel Lyra enviou para a assembleia legislativa o projeto de lei Nº 712/2023, que aumentava em 14,95% o piso estadual dos professores para seis mil efetivos e 19 mil contratados, a proposta não teve o apoio dos docentes por não abarcar todos os 52 mil profissionais da educação e a governadora é criticada por falta de diálogo com a categoria.  Apesar do projeto ter sido rejeitado nas comissões de Finanças e Educação e Cultura, ele foi aprovado pelo plenário da Alepe por 30 votos favoráveis e 15 contrários.
Em sua primeira semana de governo, propôs uma reforma administrativa no estado. A reforma foi feita a reorganizar a estrutura das secretarias, criar novos cargos comissionados e aumentar a remuneração de cargos em comissão e de servidores com função gratificada. A reforma foi aprovada pela ALEPE em 17 de janeiro e sancionada no dia seguinte. Em fevereiro de 2023, Lyra decretou um sigilo de cinco anos nas informações a respeito do efetivo da Polícia Militar de Pernambuco, que estava em déficit naquele momento, a justificativa adotada foi a de que o conhecimento público das informações poderia ser um risco para a segurança e comprometer atividades de inteligência. Em março, ela anunciou concursos públicos na área da segurança. Em junho, ela anunciou que a implantação estadual do Juntos pela Segurança, que estava prevista inicialmente para abril, seria lançado em julho. O programa foi lançado oficialmente no dia 31 de julho.
Em janeiro de 2024, Pernambuco fechou o mês com 359 mortes violentas intencionais, maior número desde março de 2020, com aumentos nos números da Região Metropolitana do Recife e do Sertão e diminuições nos números do Agreste e da Zona da Mata. O período também foi marcado pela pressão do Sindicato dos Policiais Civis de Pernambuco (Sinpol-PE) e da Associação de Delegados de Polícia por reajustes salariais, maior diálogo com o governo estadual e melhores condições de trabalho, troca nos comandos das polícias e uma paralisação parcial das atividades pelos policiais civis durante 24 horas no dia 24 de janeiro. Os policiais civis chegaram a aprovar uma paralisação que se iniciaria no dia 9 de fevereiro, vespera do Carnaval daquele ano, porém após uma decisão do Tribunal de Justiça de Pernambuco (TJPE) que determinou que a greve não fosse iniciada (e multa diária de 300 mil reais em caso de descumprimento) e uma negociação que contou com intermediação do presidente da Alepe Alvaro Porto (PSDB) e do presidente da Comissão de Segurança Pública da assembléia Joel da Harpa (PL), foi anunciada a suspensão da deflagração da greve.
No saneamento básico, a principal ação foi o início de um processo de concessão administrativa da Compesa, estatal de água e esgoto de Pernambuco, por meio de uma contratação de projeto ao BNDES. Em novembro de 2023, ela afirmou em um evento a pretensão de leiloar concessões da empresa na bolsa de valores em 2024, ressaltando que o capital fechado da empresa seria mantido. Seus criticos à esquerda e veículos de imprensa tratam a concessão como uma forma de privatização da Compesa, o que é negado oficialmente. Durante uma entrevista em 2022, Raquel comentou que "a água deve ser prioridade de um governante" ao comentar problemas de acesso à agua e falta de saneamento básico no estado e defendeu a concessão de PPPs como forma de lidar com a problemática.
Ao completar 100 dias, o governo Raquel Lyra apresentou um relatório diagnóstico sobre a situação administrativa de Pernambuco, apresentado como o "ponto de partida para se fazer as mudanças que o Estado precisa". Raquel afirmou que a situação do estado seria "talvez a mais desafiadora da história" e no relatório foi afirmado que o governo encontrou uma situação de desequilíbrio nas contas públicas, com um déficit primário de 567 milhões de reais em 2022, apesar do balanço fiscal do estado no primeiro bimestre indicar um superávit de 2,8 bilhões. Em resposta, a líder da oposição na Alepe Dani Portela (PSOL) fez um levantamento próprio sobre o governo Raquel Lyra, no qual afirmou que a exoneração em massa de servidores comissionados ocorrida em janeiro prejudicou o funcionamento de serviços públicos estaduais. Além disso, o líder do PSB Sileno Guedes, afirmou que o relatório do governo seria um modo de fazer política "olhando pelo retrovisor". No mesmo período o governo começou a adotar o slogan "Estado de Mudança" e foi divulgada uma pesquisa da Quaest sobre popularidade digital. Nela, Raquel Lyra foi avaliada como segunda a governadora mais popular do país, atrás apenas do governador de São Paulo Tarcísio de Freitas. Em um índice que vai de 0 a 100, Tarcísio obteve 75,6 e Raquel 44,6. Porém, em janeiro de 2024, Raquel foi avaliada como a governadora mais impopular do Brasil em uma pesquisa da AtlasIntel, com 49% de desaprovação, 36% de aprovação e 15% que não souberam avaliar. A pesquisa atribui a impopularidade a uma crise de governabilidade devido a um desgaste da relação entre o governo estadual e a Assembleia Legislativa.
Como governadora, Raquel Lyra ao mesmo tempo possui um relacionamento de diálogo amigável com o governo Lula e tem na sua base aliada o PL, partido de Jair Bolsonaro. Raquel já participou de eventos ao lado de Lula e afirmou buscar alianças junto a ele e a seus ministros para "reconstruir Pernambuco". Em um evento com ambos no dia 22 de março de 2023, Lula defendeu Raquel após ela ter sido vaiada pela plateia. A aliança de Raquel com o PL envolve indicações do partido para cargos no governo estadual, sendo as principais delas Ivaneide Dantas como Secretária de Educação e Anselmo de Araújo Lima como Secretario Executivo de Justiça e Promoção dos Direitos do Consumidor. Porém, no primeiro semestre de 2024 o governo Raquel Lyra têm adotado uma relação mais distante do PL é mais próxima do PT de Lula. Na assembleia legislativa, 3 dos 5 deputados estaduais do PL estão na oposição ao governo e apenas 1 é aliado, já os deputados PT, embore a posição do partido seja de oposição, frequentemente votam em alinhamento ao governo do estado. Em 30 de abril de 2024 o governo exonerou indicados do PL no Detran (Departamento Estadual de Trânsito) e no ProRural (Programa Estadual de Apoio ao Pequeno Produtor Rural). Em março de 2025, se desfiliou do PSDB, partido por qual foi eleita, e se filiou ao PSD.

## Posições políticas

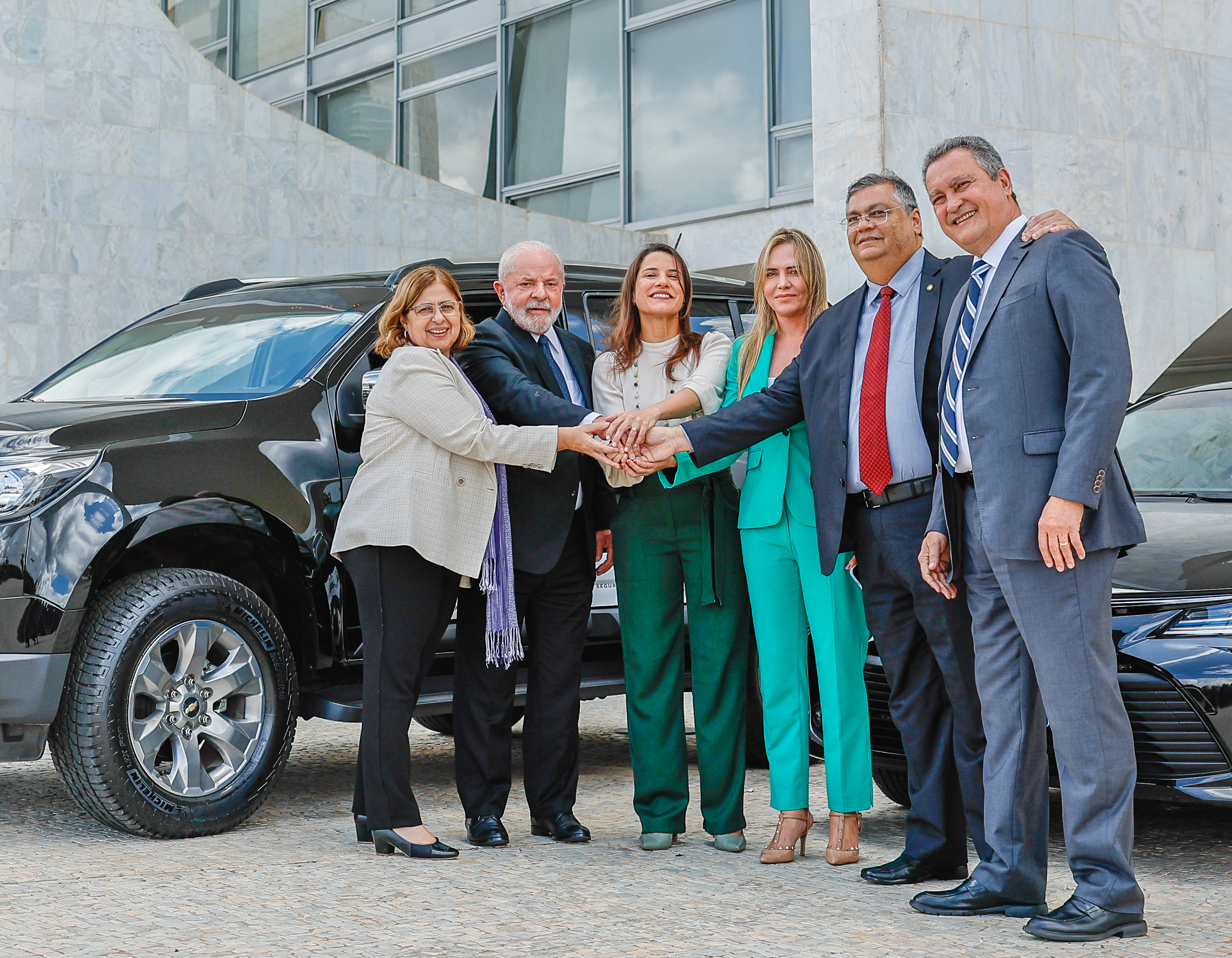
Lyra (ao centro), junto à senadora Teresa Leitão e ao presidente Lula (da esquerda à direita), durante a entrega de viaturas policiais.

Raquel se enquadra no campo da terceira via. Apesar de ter iniciado a sua carreira política no PSB, um partido de esquerda, e ter posicionamentos ligados a este campo, é descrita como de centro e possui aliados de direita, e sua ascensão ao poder é vista como um fortalecimento do espectro em Pernambuco. Em 2022, apoiou a presidenciável Simone Tebet no primeiro turno e ficou neutra no segundo.
Em uma sabatina no UOL em outubro de 2022, Raquel opinou sobre questões em evidência no debate político. Defende os direitos da população LGBTQIAP+, contudo durante o primeiro turno da eleição de 2022, foram feitas análises que concluiram que tanto ela como os outros principais candidatos não apresentavam propostas para a comunidade de maneira significativa. Posicionou-se a favor das cotas raciais e de sua ampliação, contra a legalização do aborto, exceto em casos previstos em lei, e a descriminalização da maconha e afirmou que o assunto da instalação de câmeras nos uniformes de policiais precisava ser debatido e estudado "com muito cuidado".
No campo econômico, Raquel é contrária às privatizações do Metrô do Recife e da Petrobras e favorável à concessão de parques públicos à iniciativa privada caso seja de "interesse público" e à privatização da Arena de Pernambuco, colocando a ideia em prática ao retomar o processo para a outorga do estádio ao setor privado em fevereiro de 2023. Ela defende concessões de Parcerias Público Privadas (PPP) no saneamento básico desde a campanha eleitoral de 2022 e colocando isso em prática no governo com a Compesa, à qual fez críticas em uma entrevista ao G1 em agosto de 2022, afirmando que era "uma empresa que não consegue cumprir seu fim" e "uma péssima prestadora de serviços" para defender um "choque de gestão na empresa" e mais concessões de PPPs. Em outra entrevista, como governadora, ela afirmou que não seria possível resolver problemas de acesso a água e saneamento básico em Pernambuco com recursos públicos devido a um déficit orçamentário de 400 milhões de reais na Compesa em 2023.
Em uma entrevista dada à revista Veja em novembro de 2022, Raquel comentou que a terceira via não foi competitiva nacionalmente nas eleições daquele ano porque "ficou no campo da política e se esqueceu de falar com o povo" e por Tebet ter tido pouco tempo para viajar pelo Brasil. Sobre a participação de mulheres na política, disse que sua vitória foi relevante para que as novas gerações pudessem se inspirar mais em mulheres, que o machismo estrutural ainda impera na política e que a diferença entre homens e mulheres no exercício do poder seria o costume de elas ouvirem mais e deverem ser mais ouvidas. Em entrevista à CNN Brasil no dia 16 de maio de 2023, ela defendeu mais mulheres ocupando espaços de poder, afirmando que já sofreu violencia política por ser mulher e que sofreu todos os tipos de violência contra a mulher, exceto violência física. Em outra entrevista, em abril de 2024, ela afirmou ser difícil fazer política sendo mulher quando a maioria das lideranças são homens e que qualquer mulher que está na política "sofre também".
Em 26 junho de 2023, foi entrevistada no programa Roda Viva. Na entrevista, ela reafirmou o posicionamento de centro focando-se mais na política de Pernambuco do que na nacional com frases como "Meu partido é Pernambuco". Ao comentar a inelegibilidade de Jair Bolsonaro (que se confirmou oficialmente quatro dias depois), ela disse que seria lamentável um ex-presidente responder por isso no Brasil, que nas palavras dela seria uma "democracia incipiente"; porém, ela não defendeu Bolsonaro, afirmando que ele precisaria ser responsabilizado pelos próprios atos caso o judiciário julgasse que ele cometeu ilegalidades. Ao ser questionada sobre questões raciais, ela defendeu a representatividade e a equidade racial, apesar de terem apenas duas pessoas negras no seu alto escalão, fato sobre o qual se defendeu dizendo que estava tendo dificuldades em encontrar pessoas pretas para compor o governo e que colocar essas pessoas no governo seria algo que demandaria um esforço maior.

## Histórico eleitoral
| Ano  | Cargo                     | Partido                                             | Partido | Coligação                                                                   | Partidos                                                        | Votos para Raquel | Votos para Raquel | Votos para Raquel | Resultado       | Fontes          |
| Ano  | Cargo                     | Partido                                             | Partido | Coligação                                                                   | Partidos                                                        | Total             | %                 | P.                | Resultado       | Fontes          |
| ---- | ------------------------- | --------------------------------------------------- | ------- | --------------------------------------------------------------------------- | --------------------------------------------------------------- | ----------------- | ----------------- | ----------------- | --------------- | --------------- |
| 2010 | Deputada estadual         |                                                     | PSB     | Frente Popular de Pernambuco para Deputado Estadual                         | PRB, PP, PDT, PT, PTB, PSC, PR, PSB, PCdoB                      | 49 610            | 1,10%             | 18.ª              | Eleita          | [ 214 ] [ 215 ] |
| 2014 | Deputada estadual         | PSB, PMDB, PCdoB, PR, PSD, PSDB, PPL, DEM, PEN, PTC | PSB     | Frente Popular de Pernambuco para Deputado Estadual                         | 80 879                                                          | 1,76%             | 3.ª               | Reeleita          | [ 216 ] [ 217 ] |                 |
| 2016 | Prefeita de Caruaru       |                                                     | PSDB    | Juntos por Caruaru                                                          | PRB, PSL, PTN, DEM, PRTB, PMN, PSDB, Patriota, PTdoB, PROS, PTB | 93 803            | 53,15%            | 1ª                | Eleita          | [ 57 ] [ 1 ]    |
| 2020 | Prefeita de Caruaru       | Todos por Caruaru                                   | PSDB    | Cidadania, DEM, PSDB, PTB, PODE, PSC, PL, PRTB, PMB, Avante, PMN e Patriota | 114 466                                                         | 66,86%            | 1ª                | Reeleita          | [ 99 ] [ 1 ]    |                 |
| 2022 | Governadora de Pernambuco | Pernambuco quer mudar                               | PSDB    | Federação PSDB Cidadania, PRTB                                              | 3 113 415                                                       | 58,70%            | 1ª                | Eleita            | [ 218 ] [ 219 ] |                 |

## Ações que beneficiam o Estado de Pernambuco
- Investimento em obras do Procape-UPE (Pronto Socorro Cardiológico Universitário de Pernambuco Professor Luiz Tavares)[220]